# Harmony (Station spatiale internationale)
Pour les articles homonymes, voir Harmony.
Module de l'ISS
Le module Harmony (auparavant connu comme Node 2, anglais pour « Nœud 2 ») est un des modules pressurisés de la Station spatiale internationale (ISS), construit en Italie, qui assure la liaison entre le laboratoire européen Columbus, le module laboratoire américain Destiny et le module laboratoire japonais Kibō.

## Caractéristiques techniques
Le module Harmony est long de 7,2 mètres et a un diamètre de 4,4 mètres. Il a une masse de 14,5 tonnes au lancement et de 15,3 tonnes avec la charge utile. Le volume pressurisé est de 70 m3. C'est un module de type nœud c'est-à-dire que son rôle principal est d'assurer la liaison avec les autres modules. Il dispose à cet effet de six ports d'amarrage de type Common Berthing Mechanism (CBM) qui permettent de le connecter à d'autres modules ou à des vaisseaux spatiaux disposant du même type de port d'amarrage. La conception du module s'inspire à la fois de celle du module Columbus de l'Agence spatiale européenne et du module logistique multi-usages. Le module Harmony contient huit emplacements pour des rangements amovibles de type ISPR (baies). Les huit modules qui sont installés fournissent de l'air, de l'électricité, de l'eau et d'autres systèmes de survie pour les astronautes.

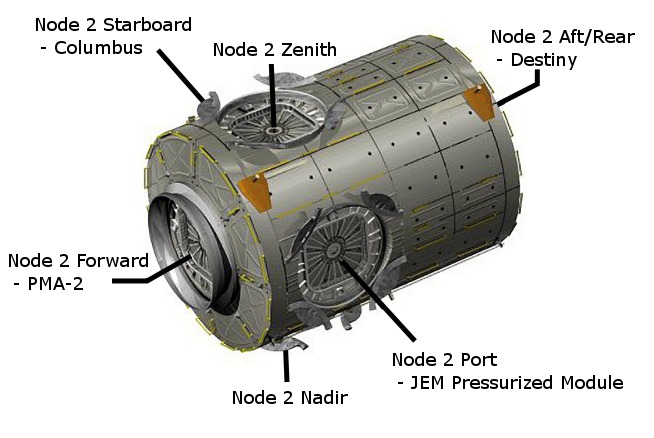
Schéma montrant les six ports d'amarrage.

## Lancement et assemblage à la station
Le module Harmony est conçu par la NASA et construit par les établissements italiens de Thales Alenia Space dans le cadre d'un contrat passé avec l'Agence spatiale européenne (ESA). Le 23 octobre 2007 Harmony, qui est installé dans la soute cargo de la navette spatiale américaine Discovery, est placé en orbite au cours de la mission STS-120, comme composant principal de la mission d'assemblage ISS-10A. Le 27 octobre 2007, à 12 h 24 TU Harmony est assemblé à la Station. Le cosmonaute italien Paolo Nespoli de l'Agence spatiale européenne, et le commandant de la Station, l'Américaine Peggy Whitson, ouvrent le sas du module et commencent à le préparer pour ses futures activités.

## Modules amarrés àHarmony
Le module Harmony est relié de manière permanente à une de ses extrémités au laboratoire américain Destiny. Le port d'amarrage situé à l'autre extrémité du cylindre, qui constitue l'avant de la Station spatiale (la proue), est occupée par l'adaptateur PMA-2 qui est autrefois utilisé pour l'amarrage de la navette spatiale américaine. Latéralement le module est relié de manière permanente d'une part au laboratoire européen Columbus, d'autre part au module laboratoire japonais Kibō. Enfin les ports d'amarrage qui pointent vers la Terre (nadir) ou vers l'espace (zénith) sont utilisés pour l'amarrage des vaisseaux de ravitaillement qui disposent d'un port d'amarrage de type CBM : le cargo spatial japonais HTV et les cargos spatiaux Cygnus et Dragon des opérateurs privés américains.

## Équipements
Harmony dispose de huit baies internes permettant d'accueillir des armoires amovibles au format standardisé ISPR hautes de 2 mètres de haut pour 1,05 cm de largeur et 85,4 cm de profondeur. Quatre de ces baies fournissent quatre places pour le repos de l'équipage. Les autres baies sont occupées par des équipements de régulation thermique, de conversion et de distribution électrique et de télécommunications.

Le module Harmony
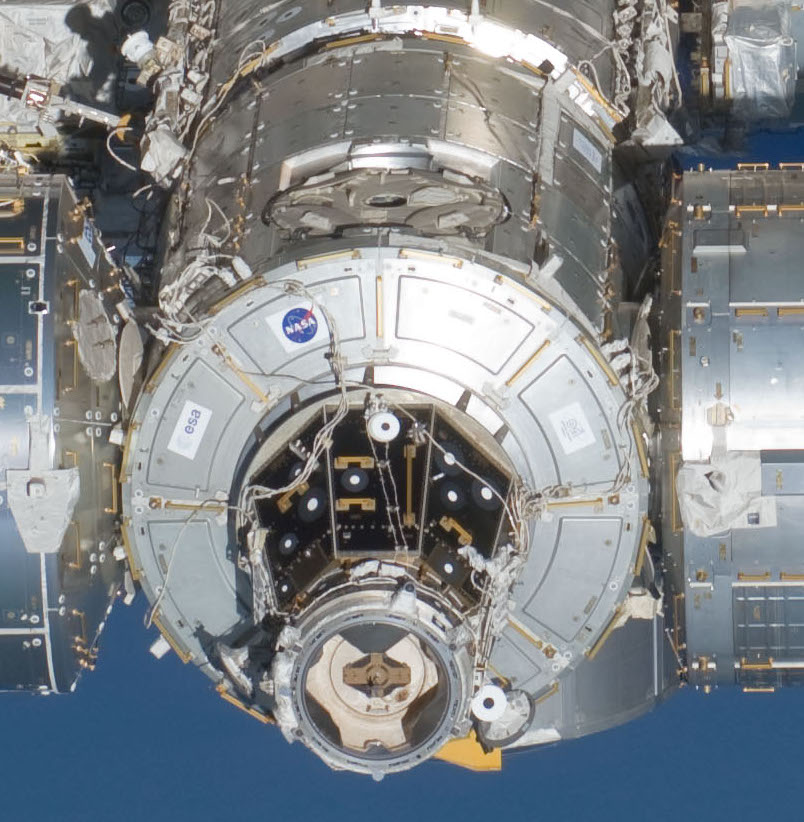
Harmony amarré aux modules Columbus, Kibō et au système d'amarrage de la navette PMA-2. Les ports d'amarrage au zénith et au nadir sont libres.
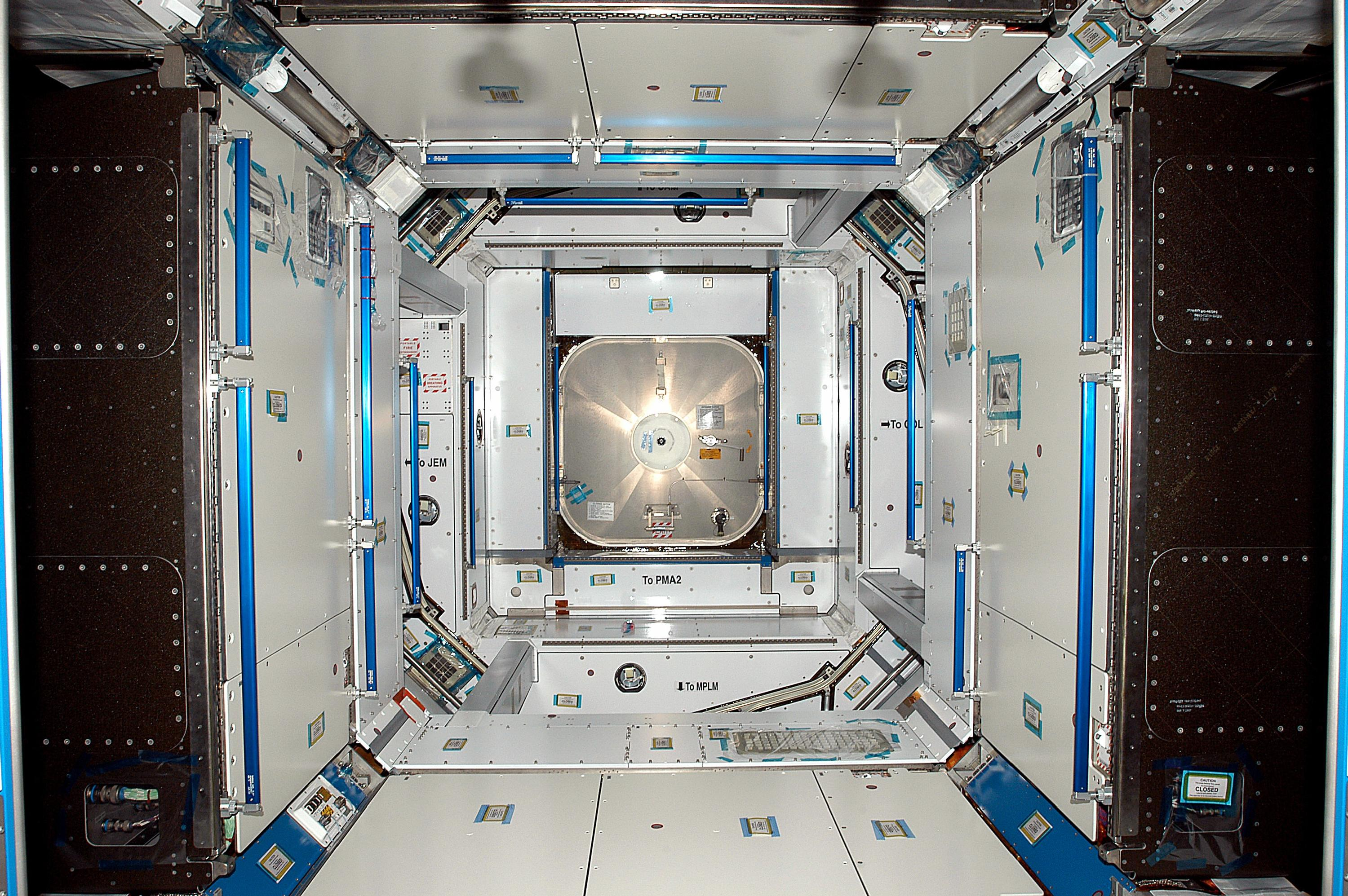
L'intérieur du module Harmony.
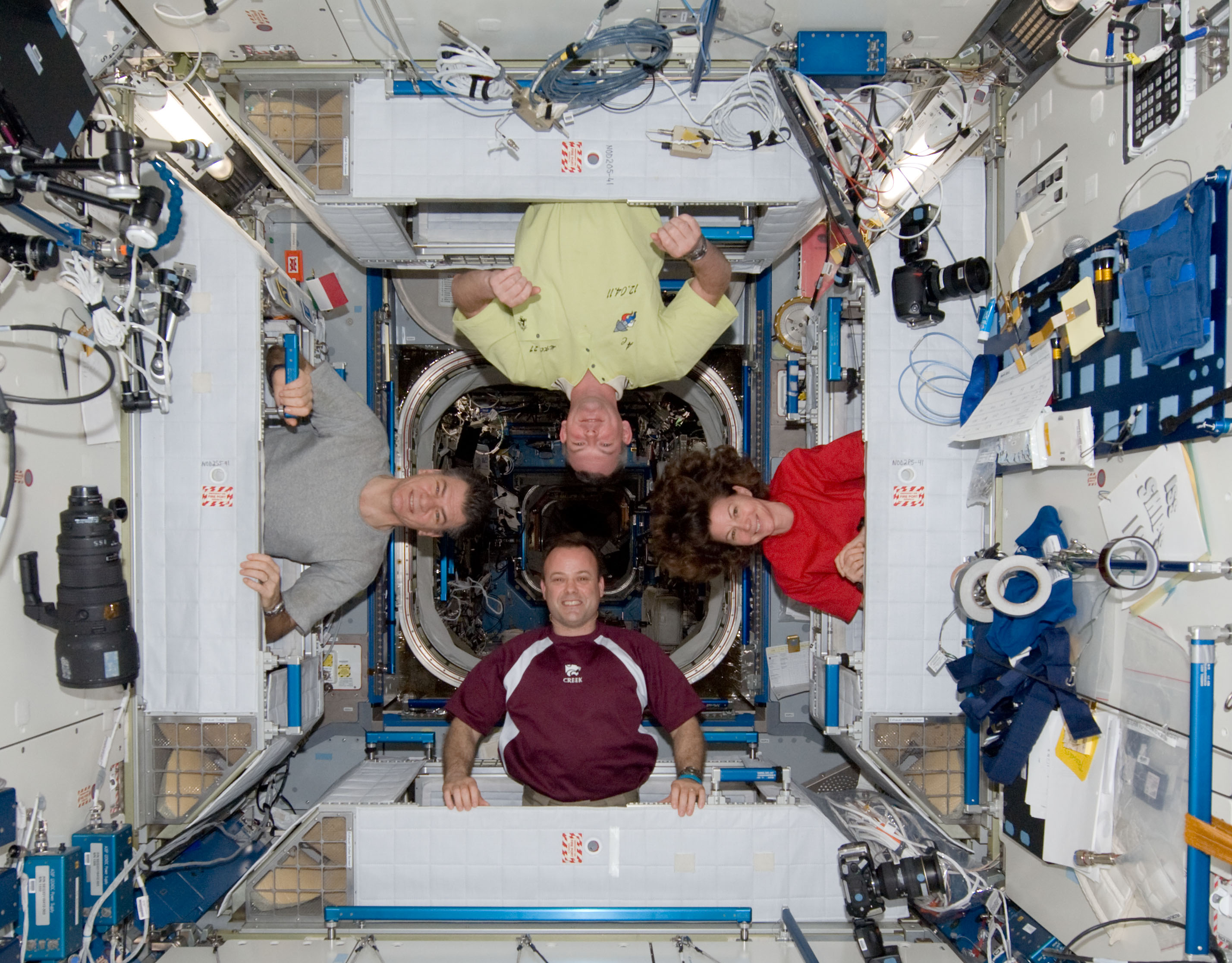
L'intérieur du module Harmony, occupé par des astronautes.
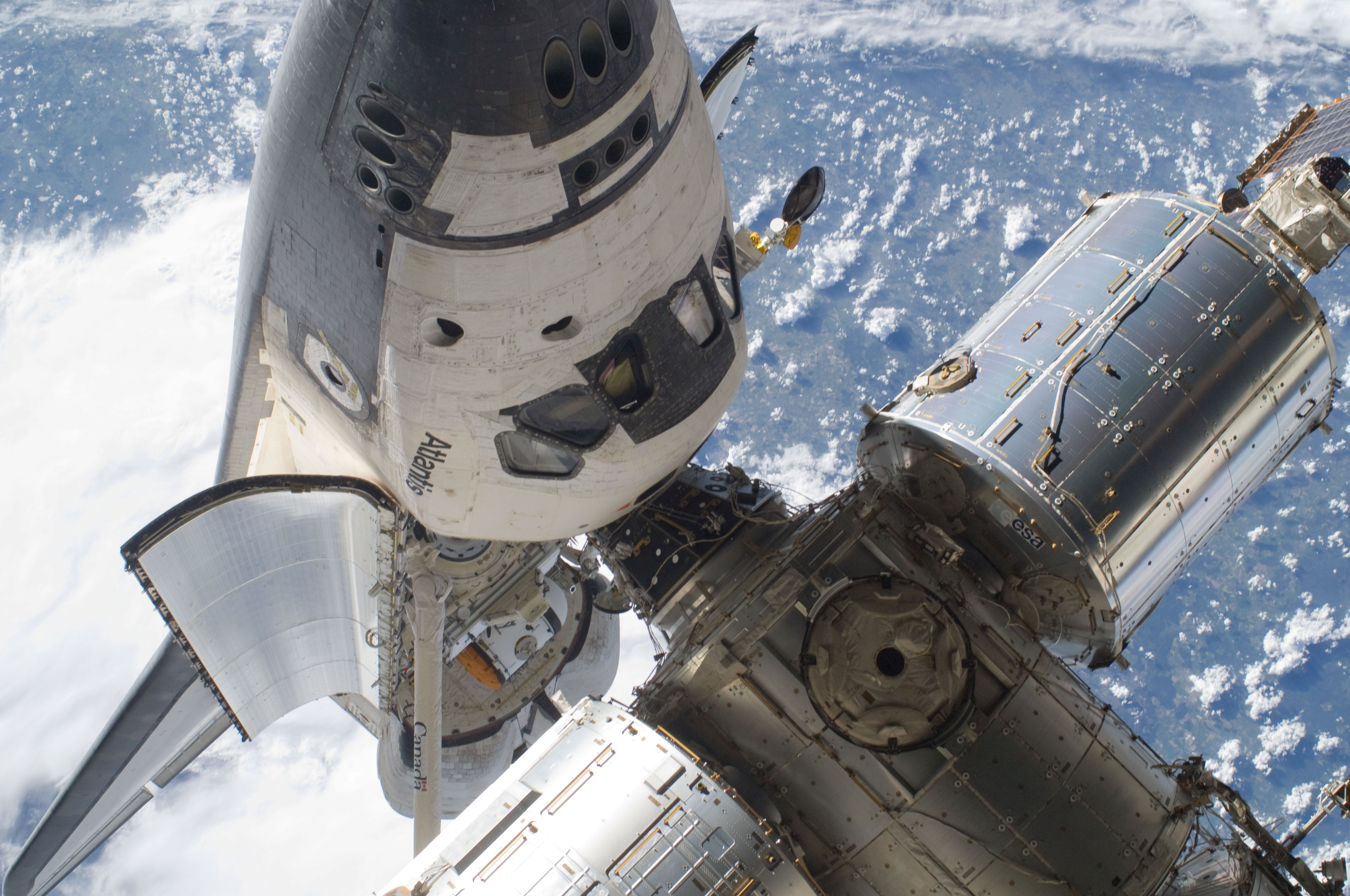
La navette spatiale américaine amarrée au module au moyen du PMA-2.